# Trichomycterus
Trichomycterus é um gênero de peixes da família Trichomycteridae.

## Espécies
180 espécies são reconhecidas:
| - Trichomycterus adautoleitei Costa, Azevedo-Santos & Katz - Trichomycterus aguarague L. A. Fernández & Osinaga, 2006 - Trichomycterus albinotatus W. J. E. M. Costa, 1992 - Trichomycterus alternatus (C. H. Eigenmann, 1917) - Trichomycterus alterus (Marini, Nichols & La Monte, 1933) - Trichomycterus anhanga Dutra, Wosiacki & de Pinna, 2012 - Trichomycterus areolatus Valenciennes, 1846 - Trichomycterus argos Lezama, Triques & P. S. Santos, 2012 - Trichomycterus arhuaco Ardila Rodríguez, 2016 - Trichomycterus arleoi (Fernández-Yépez, 1972) - Trichomycterus atochae (W. R. Allen, 1942) - Trichomycterus auroguttatus W. J. E. M. Costa, 1992 - Trichomycterus bahianus W. J. E. M. Costa, 1992 - Trichomycterus balios Ferrer & L. R. Malabarba, 2013 - Trichomycterus ballesterosi Ardila Rodríguez, 2011 - Trichomycterus banneaui (C. H. Eigenmann, 1912) - Trichomycterus barbouri (C. H. Eigenmann, 1911) - Trichomycterus belensis L. A. Fernández & Vari, 2002 - Trichomycterus bogotensis (C. H. Eigenmann, 1912) - Trichomycterus bomboizanus (Tortonese, 1942) - Trichomycterus borellii Boulenger, 1897 - Trichomycterus boylei (Nichols, 1956) - Trichomycterus brachykechenos Ferrer & L. R. Malabarba, 2013 - Trichomycterus brasiliensis Lütken, 1874 - Trichomycterus brunoi M. A. Barbosa & W. J. E. M. Costa, 2010 - Trichomycterus cachiraensis Ardila Rodríguez, 2008 - Trichomycterus caipora S. M. Q. Lima, Lazzarotto & W. J. E. M. Costa, 2008 - Trichomycterus caliensis (C. H. Eigenmann, 1912) - Trichomycterus candidus (P. Miranda-Ribeiro, 1949) - Trichomycterus casitaensis Ardila Rodríguez, 2017 - Trichomycterus castroi de Pinna, 1992 - Trichomycterus catamarcensis L. A. Fernández & Vari, 2000 - Trichomycterus caudofasciatus Alencar & W. J. E. M. Costa, 2004 - Trichomycterus celsae Lasso A. & Provenzano, 2003 - Trichomycterus chaberti Durand, 1968 - Trichomycterus chapmani (C. H. Eigenmann, 1912) - Trichomycterus chiltoni (C. H. Eigenmann, 1920) - Trichomycterus chungaraensis Arratia, 1983 - Trichomycterus claudiae M. A. Barbosa & W. J. E. M. Costa, 2010 - Trichomycterus coelhorum Costa, Azevedo-Santos & Katz - Trichomycterus concolor W. J. E. M. Costa, 1992 - Trichomycterus conradi (C. H. Eigenmann, 1912) - Trichomycterus corduvensis Weyenbergh (de), 1877 - Trichomycterus crassicaudatus Wosiacki & de Pinna, 2008 - Trichomycterus cubataonis Bizerril, 1994 - Trichomycterus dali Rizzato, E. P. D. Costa, Trajano & Bichuette, 2011 - Trichomycterus davisi (Haseman, 1911) - Trichomycterus diabolus Bockmann, Casatti & de Pinna, 2004 - Trichomycterus diatropoporos Ferrer & L. R. Malabarba, 2013 - Trichomycterus dispar (Tschudi, 1846) - Trichomycterus dorsostriatus (C. H. Eigenmann, 1917) - Trichomycterus duellmani Arratia & Menu-Marque, 1984 - Trichomycterus emanueli (L. P. Schultz, 1944) - Trichomycterus fassli (Steindachner, 1915) - Trichomycterus florensis (P. Miranda-Ribeiro, 1943) - Trichomycterus fuliginosus M. A. Barbosa & W. J. E. M. Costa, 2010 - Trichomycterus garbei Costa, Azevedo-Santos & Katz - Trichomycterus gabrieli (G. S. Myers, 1926) - Trichomycterus garciamarquezi Ardila Rodríguez, 2016 - Trichomycterus gasparinii M. A. Barbosa, 2013 - Trichomycterus giarettai M. A. Barbosa & Katz, 2016 - Trichomycterus giganteus S. M. Q. Lima & W. J. E. M. Costa, 2004 - Trichomycterus goeldii Boulenger, 1896 - Trichomycterus gorgona L. A. Fernández & Schaefer, 2005 - Trichomycterus guaraquessaba Wosiacki, 2005 - Trichomycterus guianensis (C. H. Eigenmann, 1909) - Trichomycterus hasemani (C. H. Eigenmann, 1914) - Trichomycterus heterodontus (C. H. Eigenmann, 1917) - Trichomycterus hualco L. A. Fernández & Vari, 2009 - Trichomycterus igobi Wosiacki & de Pinna, 2008 - Trichomycterus iheringi (C. H. Eigenmann, 1917) - Trichomycterus immaculatus (C. H. Eigenmann & R. S. Eigenmann, 1889) - Trichomycterus itacambirussu Triques & Vono, 2004 - Trichomycterus itacarambiensis Trajano & de Pinna, 1996 - Trichomycterus itatiayae A. Miranda-Ribeiro, 1906 - Trichomycterus jacupiranga Wosiacki & Oyakawa, 2005 - Trichomycterus jequitinhonhae Triques & Vono, 2004 - Trichomycterus johnsoni (Fowler, 1932) - Trichomycterus kankuamo Ardila Rodríguez, 2016 - Trichomycterus knerii Steindachner, 1882 - Trichomycterus landinga Triques & Vono, 2004 - Trichomycterus latidens (C. H. Eigenmann, 1917) - Trichomycterus latistriatus (C. H. Eigenmann, 1917) - Trichomycterus laucaensis Arratia, 1983 - Trichomycterus lauryi Donin, Ferrer & Carvalho, 2020 - Trichomycterus lewi Lasso A. & Provenzano, 2003 - Trichomycterus listruroides Costa, Katz & Azevedo-Santos - Trichomycterus longibarbatus W. J. E. M. Costa, 1992 - Trichomycterus macrophthalmus M. A. Barbosa & W. J. E. M. Costa, 2012 - Trichomycterus macrotrichopterus M. A. Barbosa & W. J. E. M. Costa, 2010 - Trichomycterus maculosus M. A. Barbosa & W. J. E. M. Costa, 2010 - Trichomycterus maldonadoi Ardila Rodríguez, 2011 - Trichomycterus manaurensis Ardila Rodríguez, 2016 - Trichomycterus maracaiboensis (L. P. Schultz, 1944) - Trichomycterus maracaya Bockmann & Sázima (fr), 2004 | - Trichomycterus mariamole M. A. Barbosa & W. J. E. M. Costa, 2010 - Trichomycterus mboycy Wosiacki & Garavello, 2004 - Trichomycterus megantoni L. A. Fernández & Chuquihuamaní, 2007 - Trichomycterus meridae Regan, 1903 - Trichomycterus migrans (Dahl, 1960) - Trichomycterus mimonha W. J. E. M. Costa, 1992 - Trichomycterus mimosensis M. A. Barbosa, 2013 - Trichomycterus minus L. A. Fernández & Vari, 2012 - Trichomycterus mirissumba W. J. E. M. Costa, 1992 - Trichomycterus mondolfi (L. P. Schultz, 1945) - Trichomycterus montesi Ardila Rodríguez, 2016 - Trichomycterus motatanensis (L. P. Schultz, 1944) - Trichomycterus naipi Wosiacki & Garavello, 2004 - Trichomycterus nietoi Ardila Rodríguez, 2014 - Trichomycterus nigricans Valenciennes, 1832 - Trichomycterus nigroauratus M. A. Barbosa & W. J. E. M. Costa, 2008 - Trichomycterus nigromaculatus Boulenger, 1887 - Trichomycterus novalimensis M. A. Barbosa & W. J. E. M. Costa, 2010 - Trichomycterus ocanaensis Ardila Rodríguez, 2011 - Trichomycterus oroyae (C. H. Eigenmann & R. S. Eigenmann, 1889) - Trichomycterus pantherinus Alencar & W. J. E. M. Costa, 2004 - Trichomycterus paolence (C. H. Eigenmann, 1917) - Trichomycterus papilliferus Wosiacki & Garavello, 2004 - Trichomycterus paquequerensis (P. Miranda-Ribeiro, 1943) - Trichomycterus pascuali Ochoa, G. S. C. Silva, G. J. C. Silva, C. de Oliveira & Datovo, 2017 - Trichomycterus pauciradiatus Alencar & W. J. E. M. Costa, 2006 - Trichomycterus payaya Sarmento-Soares, Zanata & Martins-Pinheiro, 2011 - Trichomycterus perkos Datovo, M. de Carvalho & Ferrer, 2012 - Trichomycterus pirabitira M. A. Barbosa & Azevedo-Santos, 2012 - Trichomycterus piratymbara Katz, M. A. Barbosa & W. J. E. M. Costa, 2013 - Trichomycterus piurae (C. H. Eigenmann, 1922) - Trichomycterus plumbeus Wosiacki & Garavello, 2004 - Trichomycterus poikilos Ferrer & L. R. Malabarba, 2013 - Trichomycterus potschi M. A. Barbosa & W. J. E. M. Costa, 2003 - Trichomycterus pradensis Sarmento-Soares, Martins-Pinheiro, Aranda & Chamon, 2005 - Trichomycterus pseudosilvinichthys L. A. Fernández & Vari, 2004 - Trichomycterus punctatissimus Castelnau, 1855 - Trichomycterus punctulatus Valenciennes, 1846 - Trichomycterus puriventris M. A. Barbosa & W. J. E. M. Costa, 2012 - Trichomycterus quechuorus (Steindachner, 1900) - Trichomycterus ramosus L. A. Fernández, 2000 - Trichomycterus regani (C. H. Eigenmann, 1917) - Trichomycterus reinhardti (C. H. Eigenmann, 1917) - Trichomycterus retropinnis Regan, 1903 - Trichomycterus riojanus (C. Berg, 1897) - Trichomycterus rivulatus Valenciennes, 1846 - Trichomycterus roigi Arratia & Menu-Marque, 1984 - Trichomycterus romeroi (Fowler, 1941) - Trichomycterus rubbioli Bichuette & Rizzato, 2012 - Trichomycterus rubiginosus M. A. Barbosa & W. J. E. M. Costa, 2010 - Trichomycterus ruitoquensis Ardila Rodríguez, 2007 - Trichomycterus sandovali Ardila Rodríguez, 2006 - Trichomycterus santaeritae (C. H. Eigenmann, 1918) - Trichomycterus santanderensis Castellanos-Morales, 2007 - Trichomycterus saturatus Costa, Katz & Azevedo-Santos - Trichomycterus septemradiatus Katz, M. A. Barbosa & W. J. E. M. Costa, 2013 - Trichomycterus sketi Castellanos-Morales, 2011 - Trichomycterus spegazzinii (C. Berg, 1897) - Trichomycterus spelaeus DoNascimiento, Villarreal & Provenzano, 2001 - Trichomycterus spilosoma (Regan, 1913) - Trichomycterus stawiarski (P. Miranda-Ribeiro, 1968) - Trichomycterus steindachneri DoNascimiento, Prada-Pedreros & Guerrero-Kommritz, 2014 - Trichomycterus stellatus (C. H. Eigenmann, 1918) - Trichomycterus straminius (C. H. Eigenmann, 1917) - Trichomycterus striatus (Meek & Hildebrand, 1913) - Trichomycterus taczanowskii Steindachner, 1882 - Trichomycterus taenia Kner, 1863 - Trichomycterus taeniops Fowler, 1954 - Trichomycterus taroba Wosiacki & Garavello, 2004 - Trichomycterus tenuis Weyenbergh (de), 1877 - Trichomycterus tete M. A. Barbosa & W. J. E. M. Costa, 2011 - Trichomycterus tetuanensis L. J. García-Melo, Villa-Navarro & DoNascimiento, 2016 - Trichomycterus therma L. A. Fernández & Miranda-Chumacero, 2007 - Trichomycterus tiraquae (Fowler, 1940) - Trichomycterus torcoromaensis Ardila Rodríguez, 2016 - Trichomycterus transandianus (Steindachner, 1915) - Trichomycterus trefauti Wosiacki, 2004 - Trichomycterus triguttatus (C. H. Eigenmann, 1918) - Trichomycterus tropeiro Ferrer & L. R. Malabarba, 2011 - Trichomycterus tupinamba Wosiacki & Oyakawa, 2005 - Trichomycterus uberabensis Costa, Azevedo-Santos & Katz - Trichomycterus uisae Castellanos-Morales, 2008 - Trichomycterus unicolor (Regan, 1913) - Trichomycterus variegatus W. J. E. M. Costa, 1992 - Trichomycterus vermiculatus (C. H. Eigenmann, 1917) - Trichomycterus vittatus Regan, 1903 - Trichomycterus wapixana Henschel, 2016 - Trichomycterus weyrauchi (Fowler, 1945) - Trichomycterus ytororo Terán, Ferrer, Benítez, F. Alonso, G. Aguilera & Mirande, 2017 - Trichomycterus yuska L. A. Fernández & Schaefer, 2003 - Trichomycterus zonatus (C. H. Eigenmann, 1918) |